# Adonis (geslacht)
Adonis is een geslacht van overblijvende planten uit de ranonkelfamilie (Ranunculaceae), verspreid over Europa en de gematigde streken van Azië. 

## Naamgeving en etymologie
- Synoniemen: Adonanthe Spach, Chrysocyathus Falconer

De botanische naam Adonis is een verwijzing naar de Griekse god Adonis. Volgens de legende kleurden het bloed en de tranen van zijn geliefde, Aphrodite, de bloemen rood toen ze zijn overlijden vernam. De naam verwijst dan ook vooral naar de roodgekleurde soorten, zoals de zomeradonis, de herfstadonis en het kooltje-vuur.

## Kenmerken
Adonis-soorten zijn eenjarige of overblijvende, kruidachtige planten die overwinteren met een wortelstok. Ze bezitten een rechtopstaande, kale of behaarde, soms vertakte stengel en verspreid staande, handvormig samengestelde of meermaals geveerde stengelbladeren met zeer fijne bladslipjes. De bladranden zijn meestal gaaf, zelden getand.
De bloemen zijn groot, alleenstaand aan het einde van de bloemstengel, opgericht, radiaal symmetrisch, en zonder schutbladen. De vijf tot acht vrijstaande kelkbladen zijn groen en tot 22 mm lang. De drie tot vierentwintig eveneens vrijstaande kroonbladen zijn tot 35 mm lang, meestal rood of geel gekleurd, zelden wit, vaak met donkere strepen of aan de onderzijde donker gekleurd. Honingklieren ontbreken. De bloem bezit vijftien tot tachtig geel gekleurde vruchtbare meeldraden met dunne helmdraden, en twintig tot honderd in spiralen gerangschikte, vrijstaande bovenstandige vruchtbeginsels met elk een zaadknop en een stijl die eindigt in een typische, kleine stempel. 

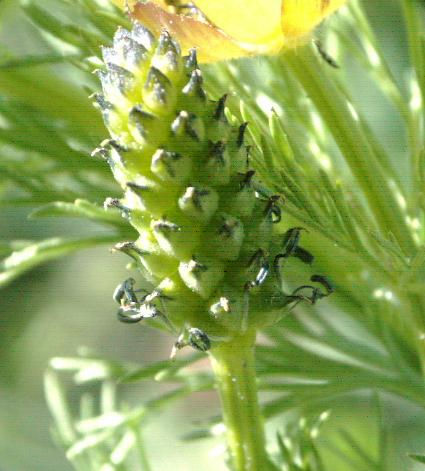
Adonis microcarpa in vrucht

Na de bloei wordt een tot 4 cm lang, cilindrisch hoofdje met tientallen spiraalsgewijs ingeplante, kogelvormige dopvruchtjes gevormd, waaraan de stijl herkenbaar is als een recht of haakvormig gekromd aanhangseltje.

## Soorten
Het geslacht telt een dertigtal soorten, waaronder: 
- Adonis aestivalis L. (Zomeradonis)
- Adonis aleppica  Boiss.
- Adonis amurensis Regel & Radde
- Adonis annua L. (Herfstadonis)
- Adonis apennina L.
- Adonis bobroviana Sim.
- Adonis chrysocyathus Hook.f. & Thomson
- Adonis coerulea Maxim.
- Adonis cyllenea Boiss., Heldr. & Orph.
- Adonis davidii Franchet
- Adonis dentata Delile
- Adonis distorta  Ten.
- Adonis eriocalycina Boiss.
- Adonis flammea Jacq. (Kooltje-vuur)
- Adonis globosa C.H.Steinb. ex Rech.f.
- Adonis leiosepala Butkov
- Adonis microcarpa DC.
- Adonis mongolica Simonov.
- Adonis multiflora Nishikawa & Koji Ito
- Adonis nepalensis Simonov.
- Adonis palaestina Boiss.
- Adonis pyrenaica DC. (Pyrenese adonis)
- Adonis ramosa Franchet
- Adonis shikokuensis Nishikawa & Koji Ito
- Adonis sutchuenensis Franchet
- Adonis tianschanica (Adolf) Lipschitz ex Bobrov
- Adonis turkestanica (Korsh.) Adolf
- Adonis vernalis L. (Voorjaarsadonis)
- Adonis villosa Ledeb.
- Adonis volgensis Steven ex DC.

... · 
A. aestivalis (Zomeradonis) · 
A. annua (Herfstadonis) · 
A. distorta · 
A. flammea (Kooltje-vuur) · 
A. pyrenaica (Pyreneese adonis) · 
A. vernalis (Voorjaarsadonis) · 
...
... · Aconitum (Monnikskap) · Actaea · Adonis · Aquilegia (Akelei) · Anemone (Anemoon) · Caltha (Dotterbloem) · Clematis · Consolida (Ridderspoor) · Delphinium (Ridderspoor) · Eranthis · Helleborus (Nieskruid) · Hepatica · Myosurus · Nigella (Nigelle) · Pulsatilla · Ranunculus (Boterbloem) · Thalictrum (Ruit) · Trollius · ...